# Luís Carlos Tóffoli
Luís Carlos Tóffoli, generalmente apodado Gaúcho, (7 de marzo de 1964 - 17 de marzo de 2016) fue un futbolista y entrenador brasileño.

## Carrera profesional
Después de pasar sus años de juventud en el Flamengo, comenzó su carrera profesional en 1984 en Grêmio. Al año siguiente pasó al Atlético Goianiense. En 1986, jugó en el XV de Piracicaba, luego un año después se mudó a Santo André donde permaneció hasta mediados de 1988.
De 1988 a 1989 jugó en el Palmeiras. El 17 de noviembre de 1988, durante un partido del Campeonato Brasileiro Série A contra el Flamengo, fue seleccionado como portero suplente después de que Zetti sufriera una lesión. El partido terminó 1-1 después del tiempo reglamentario; en la tanda de penaltis el Gaúcho salvó dos penales al Flamengo y el Palmeiras ganó 5-4.
En 1990, regresó a su club juvenil, firmando un contrato de tres años con Flamengo. Allí ganó la Copa de Brasil de 1990, el Campeonato del Estado de Río de 1991 y la Serie A de 1992. Durante este período jugó 198 partidos y anotó 98 goles. Al final de su contrato, se unió al Lecce de la Serie A italiana, donde no logró hacer un gran avance con solo cinco partidos jugados. Dejó el club a mitad de temporada y fichó por Boca Juniors, donde una vez más no pudo repetir sus buenas actuaciones.
De regreso a Brasil, fichó por el Atlético Mineiro en 1994 donde volvió a jugar junto a su buen amigo Renato Gaúcho. Al año siguiente, el último como futbolista profesional, jugó en el Ponte Preta y el Fluminense.

### Cuiabá Esporte Clube
En 2001, fundó un club de fútbol llamado Cuiabá Esporte Clube. Fue el primer presidente y entrenador del club en la era amateur. Cuiabá Esporte Clube ganó seis veces el campeonato estatal de Mato Grosso.

## Muerte
Gaúcho murió de cáncer de próstata el 17 de marzo de 2016.

## Palmarés

### Como futbolista
Gremio
- Campeonato Gaúcho: 1985
- Trofeo Ciudad de Palma: 1985
- Torneo de Róterdam: 1985

Flamengo
- Campeonato Capital: 1991 y 1993
- Serie A: 1992
- Campeonato Carioca: 1991
- Copa Río: 1991
- Copa Ciudad de Río de Janeiro: 1991
- Copa de Brasil: 1990
- Taça Guanabara: 1984

### Como asistente técnico
Cuiabá
- Campeonato Matogrossense: 2003 y 2004

### Distinciones individuales
- Máximo goleador del Rio State Championship (17 goles) - 1991
- Máximo goleador de la Copa Libertadores (8 goles) - 1991
- Serie A - 1992